# Францессон, Андрей Владимирович
Андрей Владимирович Францессон (1932—2003) — учёный, физик-экспериментатор в области квантовой радиофизики и оптики. Лауреат Государственной премии СССР.

## Биография
Родился в Москве 6 марта 1932 года. Его отец, проф. Владимир Андреевич Францессон (1902-1961) был одним из крупнейших почвоведов страны,.
В 1957 году Францессон с отличием окончил Московский физико-технический институт и поступил на работу в только что организованный академиками А. И. Бергом и В. А. Котельниковым Институт радиотехники и электроники АН СССР, в лабораторию радиофизика Г. С. Горелика. После смерти Г. С. Горелика (в 1956 году)  Францессон перешёл на работу в созданную лабораторию стабилизации частоты радиогенераторов, которую возглавил радиофизик М. Е. Жаботинский. Лаборатория М. Е. Жаботинского (преобразованная в отдел квантовой радиофизики) включилась в работы по квантовой электронике. В лаборатории квантовой радиофизики и оптики Института радиотехники и электроники РАН Францессон проработал всю жизнь. На своём рабочем месте на 72-м году жизни он умер 20 ноября 2003 года.
В жизни Андрей Владимирович был удивительно прост, безупречно честен, скромен и естественен. Любая работа на публику была ему органически чужда. Он был совершенно лишён тщеславия, и даже естественное для учёного научное честолюбие у него почти отсутствовало. Отсюда относительно малое число публикаций, докладов на конференциях, зарубежных поездок.[стиль]

## Научная деятельность
Под руководством Г. С. Горелика Францессон сделал свои первые научные работы, посвящённые рассеянию радиоволн на блуждающих неоднородностях.

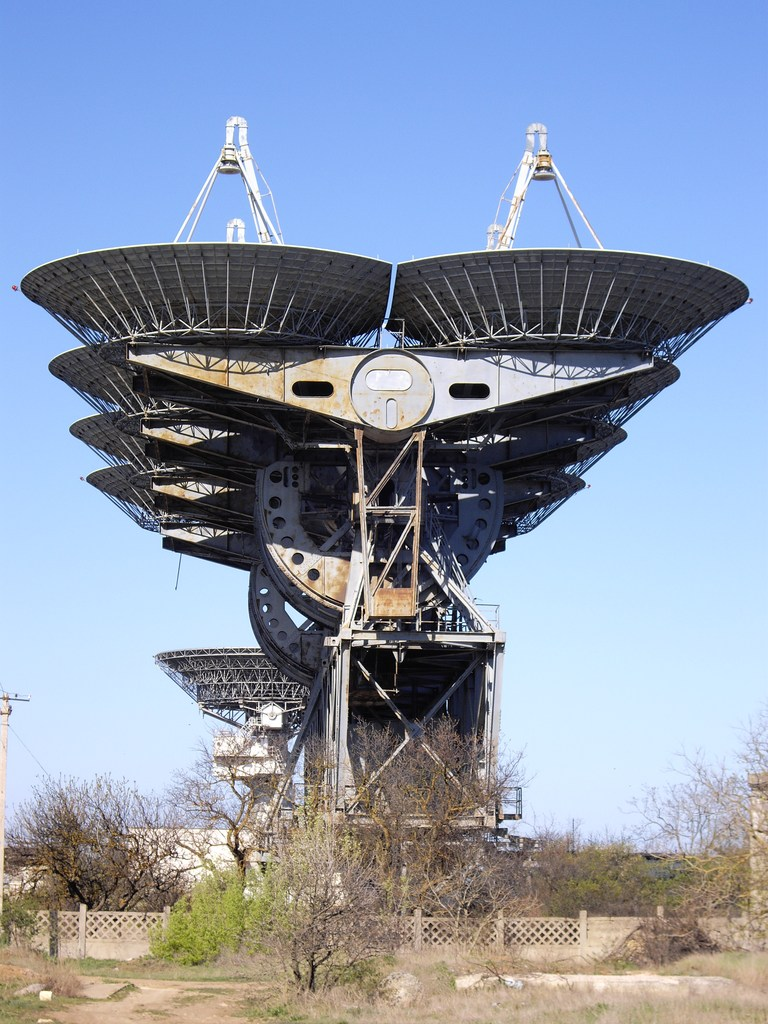
Первый в мире планетный радар, успешно осуществивший радиолокацию планет.

Работая в лаборатории М. Е. Жаботинского, он в числе первых в мире разработал, изготовил и запустил в эксплуатацию оригинальные квантовые парамагнитные усилители микроволнового диапазона, обеспечивающие рекордную чувствительность при приёме радиосигналов из космоса. Мазеры Францессона были установлены на радиотелескопах, исследующих излучения межзвёздного водорода и других объектов, а затем и на приёмных антеннах, задействованных в программе радиолокации планет Солнечной системы, осуществлённой в 1960–70-х годах под руководством академика В. А. Котельникова. Каждый из этих мазеров представлял собой уникальное, единственное в своём роде техническое устройство, охлаждаемое до температур жидкого гелия, и каждый был изобретён, сконструирован и изготовлен собственными руками Францессоном. Он же обеспечивал и бесперебойную работу своих квантовых приёмников во время сеансов космической связи в Евпатории. В 1976 году Францессон в составе авторского коллектива был удостоен за эти работы Государственной премии.
В начале 1970-х годов внимание Францессона привлекла идея параэлектрического резонанса — избирательного взаимодействия СВЧ поля определённой частоты с электрическими дипольными моментами некоторых примесных атомов и молекул в твёрдых телах. Наблюдать и детально исследовать этот эффект в наиболее интересных частотных диапазонах долгое время не удавалось — мешали непреодолимые экспериментальные трудности. Францессон справился с этой задачей. Он сам вырастил весьма совершенные монокристаллы с нужными примесями (а для этого построил специальные плавильные печи и установки для зонной очистки), изобрёл и изготовил СВЧ резонаторы миллиметрового диапазона волн, куда по микроскопическим проводам заводилось высокое напряжение, изготовил криогенное оборудование для гелиевых температур.
В начале 1980-х годов Францессон переключается на только что возникшее дело — стекловолоконные световоды. Он сконструировал и изготовил первые компактные и надёжные световодные разъёмы. При этом центральная жила световолокна имеет в поперечнике всего около микрона, а при механическом соединении двух световодов их сердцевины должны совпадать с высокой точностью. Францессон участвовал в создании различных элементов световодной техники, в конструировании световодных линий связи.
В последние годы он увлёкся идеей всеволнового (в том числе оптического) коаксиального кабеля конической формы — на острие такого конуса можно создавать гигантские напряжённости светового поля. Соединив эту идею с техникой туннельной микроскопии, Францессон работал над созданием прибора, способного исследовать свойства отдельных молекул, находящихся на поверхности твёрдой фазы.
В начале XXI века Францессон взялся отделение (сжижение) тяжёлых фракций природного газа в магистральных трубопроводах. Учёные и инженеры ЦАГИ им. Жуковского предложили воспользоваться для решения задачи специальной турбинкой, призванной создать в трубопроводе сверхзвуковые вихревые течения. Однако рассчитать и сделать такую турбину не удавалось. Францессон эту задачу решил. Рассчитал, сконструировал, и сам и изготовил, причём из плавленого кварцевого стекла, так что весь процесс сжижения стал доступен прямому наблюдению с помощью лазерного интерферометра.

## Педагогическая деятельность
Десятки лет Францессон преподавал на Физтехе, руководил научной молодёжью в своей лаборатории в ИРЭ. У него сотни учеников, они вспоминают его с благодарностью и любовью. Андрей Владимирович был по-настоящему добр и доброжелателен, но не любил мелочной опеки, делая упор на самостоятельную работу. Его любимая фраза — «Подумай и разберись» — запомнилась всем его подопечным.

## Из библиографии
- Субволновое сужение электромагнитного поля / В. С. Зуев, А. В. Францессон. — М. : ФИАН, 1998. — 20,[3] л. ил.; 21 см. — (Препринт. Рос. акад. наук, Физ. ин-т им. П. Н. Лебедева; 31).
- Опыты по концентрации оптического излучения в размерах, существенно меньших длины волны / В. С. Зуев, А. В. Францессон. — М., 1997. — 10 с. : ил.; 19 см. — (Препринт / РАН. Физ. ин-т им. П. Н. Лебедева (ФИАН); 72).
- Главная волна оптического коаксиала / В. С. Зуев, А. В. Францессон. — М. : ФИАН, 1996. — 10 с.; 20 см. — (Препринт. Рос. акад. наук, Физ. ин-т им. П. Н. Лебедева; 24).